# Министерство иностранных дел Эфиопии
Министерство иностранных дел Эфиопии курирует внешние связи Эфиопии.

## История
Текущее министерство было создано 23 августа 1995 года с принятием Провозглашения 4-1995, которое также создало 14 других министерств. Его организационная структура включает в себя: министра, двух государственных министров, восемь министров Кабинета, 13 Главных управлений и 42 дипломатических представительства за рубежом. Предыдущим министром иностранных дел стал заместитель премьер-министра Хайлемариам Десалень, который получил свой портфель после всеобщих выборов 2010 года. В настоящее время МИД Эфиопии возглавляет Демеке Меконнен.

## Список министров
- Хайле Вольде Гийоргис Микаэль — 1907—1910
- Негадрас Йигезу Бехабте — 1910—1911
- Хабте Гиоргис Динагде — 1912
- Бейне Йимер — 1912—1916
- Рас Мулугета Йеггазу — 1916—1917
- Вольде Мескель Тарику — 1917 (несколько месяцев)
- Наследный принц Тафари Маконнен — 1917—1930
- Велде Селласе — 1930—1937
- Лоренцо Мебрхату Таезас — 1941
- Ефрем Тевелде Медхен — 1942—1943 (заместитель министра иностранных дел)
- Акилу Хабте Вольде — 1943—1949 заместитель министра иностранных дел; 1949—1957 министр иностранных дел
- Йилма Дересса — 1958
- Аклилу Хабте-Уолд — 1959—1961 вице-премьер и министр иностранных дел
- Микаэль Имру — 1961 (несколько месяцев)
- Кетема Йифру — 1961—1966; 1966—1970
- Минасэ Хайле — 1970—1973
- Гебре Селассие — 1974 (несколько месяцев)
- Кифле Водаджо — 1975—1977
- Фелеке Гедле Гиоргис — 1977—1983
- Гошу Вольде — 1983—1986
- Бирхану Байех — 1986—1989
- Тесфайе Динка — 1989—1991
- Тесфайе Тадессе — 1991 (один месяц)
- Сейюма Месфин — 1991—2010
- Хайлемариам Десалень — 2010 — 21 сентября 2012
- Тедрос Аданом Гебреисус — 2012 — 1 ноября 2016
- Воркнех Гебейеху — 1 ноября 2016 — 2019
- Геду Андаргачев — 2019—2020
- Демеке Меконнен — 4 ноября 2020 — 1 февраля 2024
- Тайе Ацке-Селассие — 8 февраля — 7 октября 2024
- Гедион Тимотевос — с 18 октября 2024